# Eskovia exarmata
Eskovia exarmata là một loài nhện trong họ Linyphiidae.
Loài này thuộc chi Eskovia. Eskovia exarmata được Kirill Yuryevich Eskov miêu tả năm 1989.